# Meredead
Meredead es el cuarto álbum de estudio de la banda de metal sinfónico Leaves' Eyes.
El lanzamiento del álbum se llevó a cabo el 22 de mayo de 2011. En la lírica se pueden encontrar temas tradicionales de la literatura vikinga y noruega. El álbum contiene algunas versiones de canciones autóctonas noruegas y muchas de las letras están escritas en noruego o inglés antiguo. 
En este trabajo la banda presenta una mezcla entre su metal sinfónico, presentado ya en álbumes anteriores, y folk metal.

## Lista de canciones
Todas las letras escritas por Liv Kristine Espenæs Krull, toda la música compuesta por Alexander Krull y Thorsten Bauer, excepto donde se indica.. 
| N.º | Título                                                 | Escritor(es)  | Duración |  |
| 1.  | «Spirits' Masquerade»                                  |               | 6:31     |  |
| 2.  | «Étaín»                                                |               | 3:58     |  |
| 3.  | «Velvet Heart»                                         |               | 3:42     |  |
| 4.  | «Kråkevisa» ("Crow's Ballad")                          | traditional   | 4:34     |  |
| 5.  | «To France» (Mike Oldfield cover)                      | Mike Oldfield | 4:37     |  |
| 6.  | «Meredead» ("The Deadly Sea")                          |               | 5:19     |  |
| 7.  | «Sigrlinn»                                             |               | 8:47     |  |
| 8.  | «Mine tåror er ei grimme» ("My Tears Are Not Hideous") |               | 2:54     |  |
| 9.  | «Empty Horizon»                                        |               | 4:58     |  |
| 10. | «Veritas» ("Truth")                                    |               | 0:48     |  |
| 11. | «Nystev» ("New Stave")                                 | traditional   | 4:39     |  |
| 12. | «Tell-Tale Eyes»                                       |               | 3:58     |  |
| 13. | «Sorhleod» ("Song of Sorrow", bonus track)             |               | 5:04     |  |

| Japanese edition bonus tracks |                          |                                                              |          |  |
| N.º                           | Título                   | Escritor(es)                                                 | Duración |  |
| 14.                           | «Melusine»               |                                                              | 3:34     |  |
| 15.                           | «Legend Land» (acoustic) | Espenæs Krull, Krull, Bauer, Chris Lukhaup, Mathias Röderer. | 3:46     |  |

## Lista de canciones DVD Bonus
Live at the MFVF VIII 2010
- 1. Njord
- 2. My Destiny
- 3. Ragnarok
- 4. Elegy
- 5. Frøya's Theme

## Intérpretes
- Liv Kristine Espenæs Krull - Voz
- Alexander Krull - Voz secundaria
- Thorsten Bauer - Guitarra y Bajo
- Sander van der Meer - Guitarra
- Roland Navratil - Batería